# Cristianisme a l'Imperi Romà

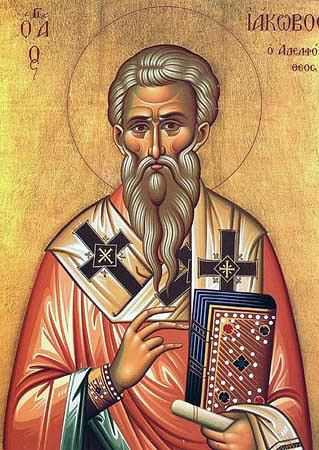
Imatge de Jaume, germà de Jesús, o Sant Jaume el Just.

Quan Jesucrist va néixer l'Imperi Romà es trobava en el seu apogeu i dominava tot el Mediterrani. Al principi el cristianisme entrà en conflicte amb la religió romana tradicional però acabà essent la religió oficial de l'Imperi Romà. Durant els seus primers anys, el cristianisme va passar de ser un cristianisme jueu a una religió estesa en tot el món grecoromà i més enllà.
El cristianisme primitiu es pot dividir en dues fases diferents: el període apostòlic, quan els primers apòstols estaven vius i lideraven l'Església, i el període post-apostòlic quan es va desenvolupar una incipient estructura episcopal, i la persecució va ser periòdicament més intensa. La persecució dels cristians a l'Imperi Romà va acabar l'any 313 sota el regnat de Constantí I el Gran, que l'any 325 va convocar el Primer Concili de Nicea, l'inici del període dels primers set concilis ecumènics.

## Introducció del cristianisme

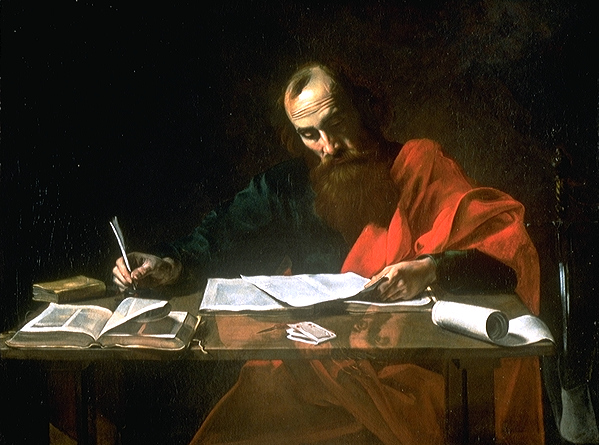
Sant Pau escrivint les Epístoles, obra de Valentin de Boulogne o Nicolas Tournier (Houston, Blaffer Foundation).

Els cristians s'oposaven als déus romans (fins i tot a l'emperador divinitzat), als seus temples, cultes i ritus tradicionals, i van despertar l'aversió popular. Malgrat tot, s'havia tractat de reintegrar-los a la societat, obligant-los a abjurar i a efectuar sacrificis als déus. Septimi Sever va prohibir l'any 202 la conversió al cristianisme i al judaisme i va desencadenar persecucions. Maximià es va dirigir contra els seus líders. Deci va ordenar una persecució general, i va ordenar sacrificis als déus: els cristians que els van fer, van salvar la vida però els que es van negar van ser executats. Però la religió romana ja no podia competir amb èxit amb religions com el cristianisme, més adaptada als desitjos profunds de la societat i als nous temps.
La societat romana, basada en la desigualtat personal i la perfecció de l'Estat, estava en inferioritat enfront d'una doctrina que predicava la igualtat moral i buscava la perfecció personal. Destruïda l'aristocràcia governant, i en una situació de violència i anarquia, on la legalitat no era respectada per gairebé ningú, on una fiscalitat angoixant impedia qualsevol progrés econòmic individual, una doctrina que predicava que aquests mals eren d'aquest món, però que qui cregués en el seu déu tindria assegurat el pas a una altra vida plena de felicitat, havia de prosperar necessàriament. A més els cristians predicaven sovint amb l'exemple: fundaven institucions de beneficència, gràcies als donatius dels conversos rics (alguns dels quals renunciaven a la seva riquesa seguint els ensenyaments primitius del cristianisme). El cristianisme predicava també la renúncia a tots els càrrecs i honors públics, el que era ben acollit pels dirigents locals de les ciutats, que una vegada convertits arrossegaven a la població. Finalment el cristianisme desautoritzava el servei en l'exèrcit, predicava la pau i no permetia el combat, el que atreia també a certes capes de la població.
La religió romana havia estès sempre a identificar els déus locals amb els seus propis déus. A mitjans del Segle III, les denominacions populars, mantingudes bàsicament per les capes humils de les ciutats i pels camperols, reaparegueren. Així va ocórrer entre els gals (Mercuri va tornar a ser Teutates, Júpiter va tornar a ser Taranis, etc.) i segurament la situació seria similar en altres llocs. A mitjans del segle iii es va produir el martiri de Saturní primer bisbe de Tolosa. A la mateixa època es constaten bisbats a més de a Tolosa, a Lió, Viena, París, Reims i Tours, a les Gàl·lies.
La relaxació dels costums morals, que el cristianisme combatia, van ser també objecte de l'atenció dels Emperadors pagans, i així sabem que el 247 l'àrab Felip promulgà un edicte que establia penes per a aquells que es dedicaven a la sodomia.
Cap al 274 l'emperador Aurelià va establir el culte del déu Sol (Sol Invictus) com a principal déu de l'imperi, segurament en un intent de frenar l'ascens de les sectes orientals, entre elles la dels cristians, i segurament amb la pretensió d'aglutinar energies per a la recuperació.

## Persecució dels cristians a l'Imperi Romà

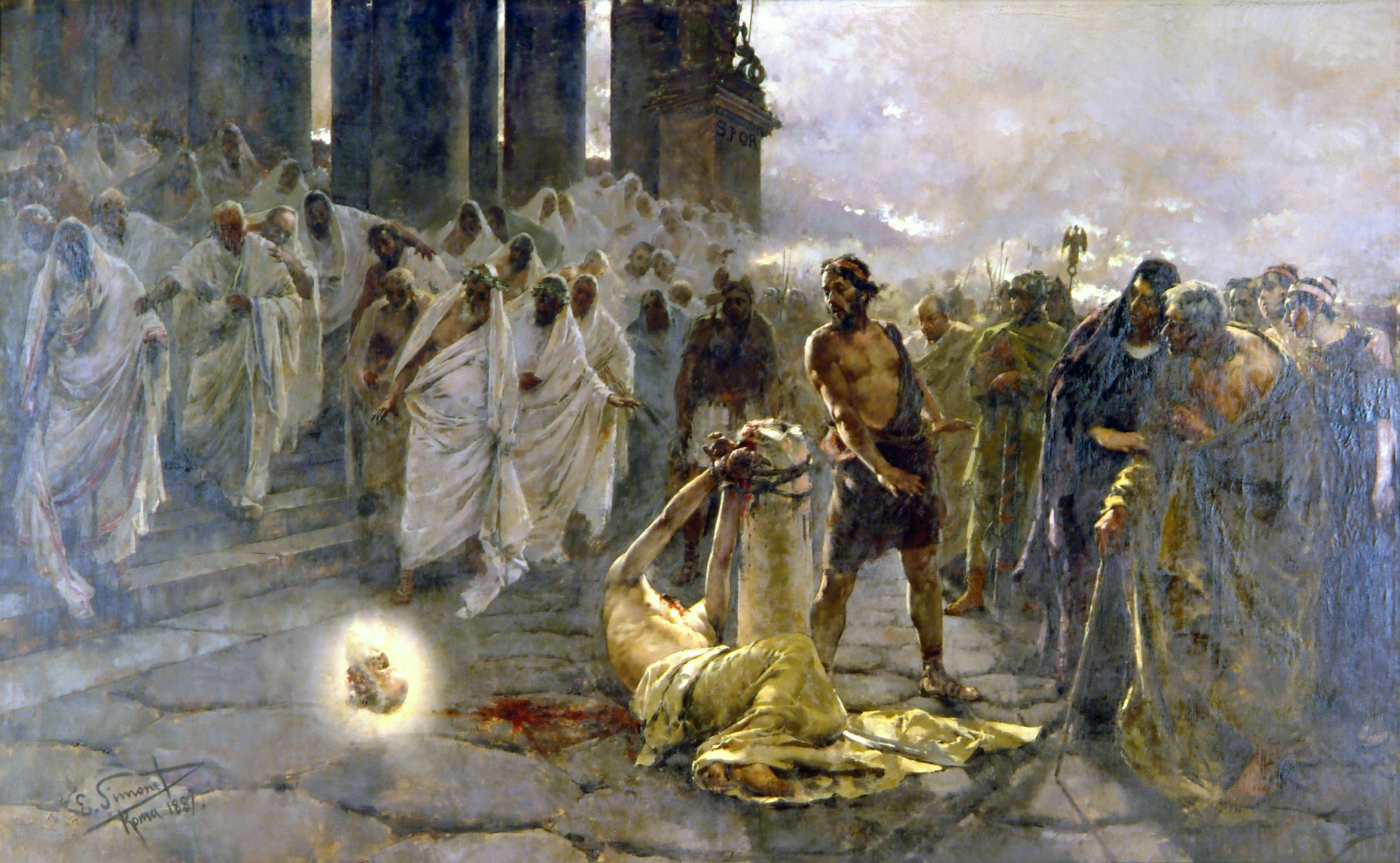
Decapitació de Sant Pau per Enric Simonet, 1887.

Al principi, els romans van considerar el cristianisme com una nova secta jueva. A part de les esporàdiques persecucions de Neró i Domicià, durant el segle i els cristians es van haver d'enfrontar amb més freqüència amb l'animadversió dels escribes fariseus, rectors del judaisme, que amb les autoritats romanes.
Prenent com a base diversos testimonis s'afirma que durant la segona meitat del segle i, tot el segle ii i fins al segle iv, els cristians van ser també perseguits per autoritats de l'Imperi Romà, que considerava als cristians, ja sigui com a jueus sediciosos (recordant que l'any 70 els jueus van armar una revolta a Judea que va originar la destrucció de Jerusalem i la deportació dels jueus del seu territori a mans romanes), o com a rebels polítics. L'historiador Suetoni esmenta les revoltes causades a Roma en temps de l'emperador Claudi "per un tal Cresto", a qui cal identificar amb Crist, les doctrines havien d'haver estat divulgades per emigrants o esclaus jueus a Roma. Així mateix, Tàcit en els seus Annals parla de la persecució als cristians ("nom que prenen d'un tal Crist"), per part de Neró.
Tertul·lià, en la seva "Apologia contra els gentils", escrita l'any 200, explica quins eren els delictes que la fama imputava als cristians:
| «                         | "Que en la nocturna congregació sacrifiquem i ens mengem un nen. Que en la sang del nen degollat mullem el pa i xopat en sang mengem un tros cadascun. Que uns gossos que estan lligats als candelers els derroquen forcejant per aconseguir el pa que els llancem banyat en sang del nen. Que en les tenebres que ocasiona el forcejament dels gossos, alcavots de la malaptesa, ens barregem impiament amb les germanes o les mares. D'aquests delictes ens pregona reus la veu clamorosa popular, i encara que fa temps que se'ls imputa la fama, fins avui no ha tractat el Senat d'esbrinar" | » |
| — Tertulià, Apologia, c.7 | |   |

Els gentils assimilaven les reunions nocturnes dels cristians a ritus orientals dels "misteris", com els d'Eleusis i Samos, arrelats en les pràctiques màgiques, els misteris de Cibeles, els d'Isis, originaris d'Egipte, o els de Mitra, procedents de Pèrsia, que van aconseguir notable difusió fins i tot a Espanya i en especial a la costa catalana.
En aquest context, cal recordar que es va fer costum entre diversos emperadors romans el fet d'erigir estàtues pròpies en les diverses ciutats de l'imperi, i en autoproclamar-se déus o fills de déus (sota el títol de senyor de senyors) als quals els seus súbdits havien de respectar. Un signe exemplar d'això era l'obligació d'adorar o si més no agenollar-se davant les estàtues dels emperadors en les ciutats on es trobessin. Els cristians, prenent com principi el que Jesús és l'únic Senyor de senyors, i l'únic fill del Déu veritable, es negaven a prendre tals actituds. Els romans, abans de jutjar les seves creences, veurien en aquests gestos les actituds d'una rebel·lió política contra l'imperi, la qual cosa va originar diverses persecucions contra els cristians en aquesta època.
Hi va haver deu grans persecucions romanes contra el cristianisme, denominades generalment amb el nom dels emperadors que les van decretar: les de Neró, Domicià, Trajà, Marc Aureli, Septimi Sever, Maximí el Traci, Deci, Valerià, Aurelià i Dioclecià.
Atès que el cristianisme era considerat il·legal en l'imperi, els cristians havien d'ocultar-se. Les seves reunions serien llavors secretes i són famoses les catacumbes de la ciutat de Roma, on es diu que els cristians es reunien tot i que segons els testimonis cristians conservats, les catacumbes no eren el mitjà més utilitzat per amagar-se, ja que la major part de les reunions de culte, es farien secretament en les mateixes cases dels fidels. Per identificar haurien utilitzat símbols que a ulls romans no fossin evidents, com el símbol del Peix (Ichthys, o IXΘΥΣ en grec), acrònim que significava per a ells Jesucrist, Fill de Déu, Redemptor.

### La persecució de Neró, 64-68
Una de les més famoses i potser la més primerenca és l'originada per l'emperador Neró, al voltant del qual es va originar la llegenda de la seva autoria de l'incendi que va acabar amb diversos barris de la ciutat de Roma. L'historiador Tàcit va escriure a principis del segle ii que, davant la remor popular que l'incendi s'havia originat per ordre superior, va trobar en els cristians els bocs expiatoris que en principi van satisfer la ira del populatxo. Van ser cruelment reprimits, segons Els Annals de Tàcit. Suetoni, un altre escriptor prominent de principis del segle ii corrobora aquesta versió, i assenyala que entre les obres públiques de Neró s'explicava que "va perseguir els cristians". Aquesta seria una de les raons que van portar a cristians com Pere o Pau a la mort a Roma, un fet del que parlen escriptors cristians dels primers segles com ara Climent.

### La persecució de Domicià, 81-96
Un altre emperador que es recorda per la seva crueltat amb els cristians va ser Domicià, entre els anys 81 i 96. Entre els nombrosos cristians martiritzats durant aquesta persecució hi havia Simeó, bisbe de Jerusalem, que va ser crucificat. Flàvia, filla d'un senador romà, va ser així mateix desterrada al Pont, i es va dictar una llei que deia: "Que cap cristià, un cop portat davant un tribunal, quedi exempt de càstig sense que renunciï a la seva religió".

### La persecució de Trajà, 109-111
Entre el 109 i el 111 dC, Plini el Jove va ser enviat per l'emperador Trajà (98-117) a la província de Bitínia com a governador. Durant el seu mandat, Plini troba als cristians, i escriu a l'emperador sobre ells. El governador va indicar que havia ordenat l'execució de diversos cristians. No obstant això, no estava segur de què fer amb aquells que van dir que ja no eren cristians, i va demanar consell a Trajà. L'emperador va respondre que els cristians no han de ser buscats i que les acusacions anònimes han de ser rebutjades com una mostra "indigna de la nostra època", i si es retracten i "adoren als nostres déus", han de ser alliberats. Els que persisteixin, però, han de ser castigats.

### La persecució de Marc Aureli, 161-180
Part del problema que els cristians van tenir durant aquesta època, va ser en gran part provocat pel populatxo, que va saquejar a les comunitats cristianes d'Àsia Menor fundades per l'Apòstol Pau. No obstant això, la condemna de Marc Aureli al cristianisme, va tenir repercussions tan conegudes com la condemna a mort de Justí, que va passar durant aquesta època. La Persecució de Lió, que va ser precedida per la violència col·lectiva, incloent assalts, robatoris i lapidacions (Eusebi, Història eclesiàstica 5.1.7), va provocar l'aniquilació de la florent cristiandat d'aquesta ciutat (segons es va dir, per ateisme i immoralitat). Altres cristians coneguts van ser torturats i martiritzats en aquest moment, com Potí o Blandina.

### La persecució de Septimi Sever, 202-210
Un altre emperador sota qui els cristians van sofrir terriblement fou Septimi Sever que va governar des del 193-211. Durant el seu regnat, Climent d'Alexandria va deixar escrit: "Molts màrtirs són cremats cada dia, confinats o decapitats, davant els nostres ulls."
Septimi Sever va usar la persecució com a pretext per atribuir als cristians la pesta i la fam que assolaven l'imperi, en aquesta persecució, especialment violenta, van patir martiri Santa Cecília i el seu marit Valerià i va tenir lloc el famós episodi de la Legió XII Fulminata.
L'emperador Sever potser no estava personalment en contra dels cristians, però l'església estava guanyant poder i l'adhesió massiva de fidels va conduir al sentiment popular anticristià i la seva persecució a Cartago, Alexandria, Roma i Corint aproximadament entre el 202 i el 210.
En el 202 Septimi va promulgar una llei que prohibia la difusió del cristianisme i el judaisme. Aquest va ser el primer decret universal que prohibia la conversió al cristianisme. Van esclatar violentes persecucions a Egipte i Àfrica del Nord. Leònides, defensor del cristianisme, va ser decapitat. El seu fill Orígenes va ser perdonat perquè la seva mare va amagar la seva roba. Una jove va ser cruelment torturada i després cremada en una caldera de brea ardent amb la seva mare. Perpètua i Felicitat van ser martiritzades durant aquest temps, igual que molts estudiants d'Orígenes d'Alexandria.

### La persecució de Maximí, 235
Maximí el Traci va iniciar una persecució dirigida principalment contra els caps de l'Església en l'any 235. Una de les seves primeres víctimes va ser Poncià, que amb Hipòlit va ser desterrat a l'illa de la Sardenya.

### La persecució de Deci, 250-251
La persecució de Deci va llançar nombrosos eremites als boscos; entre els seus màrtirs s'hi compten el papa Sant Fabià i Santa Àgata, el cèlebre Orígenes va patir tals turments que va morir després a conseqüència d'ells. La persecució dels cristians es va estendre a tot l'Imperi durant el regnat de Deci i va marcar de manera duradora a l'església cristiana.
El gener de 250, Deci va publicar un edicte pel qual es requeria que tots els ciutadans fessin un sacrifici per a major glòria de l'emperador en la presència d'un oficial romà i així obtenir un certificat (Libellus) que demostrés que l'havien fet. En general, l'opinió pública condemnava la violència del govern i s'admirava de la resistència passiva dels màrtirs de manera que el moviment cristià es va enfortir. La persecució de Deci va cessar en 251, pocs mesos abans de morir.
La persecució de Deci va tenir repercussions duradores per a l'Església: com han de ser tractats els que havien comprat un certificat o havien fet realment el sacrifici? Sembla que en la majoria de les esglésies, els apòstates van ser acceptats de nou al si de l'església, però alguns grups se'ls va negar l'entrada a l'església. Això planteja importants qüestions sobre la naturalesa de l'Església, el perdó, i l'alt valor del martiri. Un segle i mig més tard, Sant Agustí va discutir amb un influent grup anomenats donatistes, que es va separar de l'Església Catòlica perquè aquesta va abraçar als que s'havien acovardit.
Gregori de Tours glossa les persecucions en la seva Història dels francs:
| «                  | Sota l'emperador Deci moltes persecucions es van aixecar contra el nom de Crist, i va haver tal massacre dels creients que no podien ser explicades. Babillas, bisbe d'Antioquia, amb els seus tres petits fills, Urbà, Prilidà i Epoló, i Sixt, bisbe de Roma, Llorenç, un ardiaca, i Hipòlit, es perfecciona pel martiri, ja que va confessar el nom del Senyor. Valentinià i Novacià eren els caps heretges més actius en contra de la nostra fe, i animaven l'enemic. En aquest moment, set homes van ser ordenats com a bisbes i enviats als gals a predicar, com la història del martiri del sant màrtir Saturní refereix. Perquè diu: "Al consolat de Deci i Grat, com la memòria fidel, recorda, la ciutat de Tolosa, va rebre al sant Saturní com el seu primer i més gran bisbe". Aquests bisbes van ser enviats: Catià bisbe de Tours, Tròfim bisbe d'Arles, Pau bisbe de Narbona, Saturní bisbe de Tolosa, Dionís bisbe de París; Etremoni bisbe de Clermont, Marcial bisbe de Llemotges. | » |
| — Llibre 1, cap.30 | |   |

Els escrits de Cebrià, bisbe de Cartago, aporten llum sobre les conseqüències de la persecució de Deci a la comunitat cristiana cartaginesa.

### La persecució de Valerià 256-259
Sota el regnat de Valerià, que va pujar al tron en 253, tots els clergues cristians van ser obligats a sacrificar als déus romans. En un edicte de 257, el càstig va ser l'exili, en 258, el càstig era la mort. Senadors cristians, cavallers i dames van ser també obligats a sacrificar, sota pena de fortes multes, reducció de rang i, més tard, la mort. Finalment, es va prohibir a tots els cristians visitar els seus cementiris. Entre els executats per Valerià es troben: Sant Cebrià, bisbe de Cartago, i Sixt II, bisbe de Roma. Segons una carta escrita per Dionisi durant aquest temps, "homes i dones, joves i ancians, donzelles i matrones, soldats i civils, de tota edat i raça, alguns per la flagel·lació i el foc, altres per l'espasa, han conquerit en la lluita i guanyat les seves corones." La persecució va acabar amb la captura de Valerià per Pèrsia. El seu fill i successor Gal·liè, va revocar els edictes del seu pare.
Una ordre d'arrestar un cristià, de data 28 de febrer 256, es va trobar entre els Papirs d'Oxirrinc (P. Oxy 3035). En el document no es detallen els motius de la detenció.

### La persecució de Dioclecià, La gran persecució 303-313
La persecució de Dioclecià va ser la més greu, ja que aquest va voler reformar l'imperi en tots els aspectes i una part molt essencial de la seva política era reforçar el culte imperial. La instigació d'això li vingué dels cèsars Maximià i Galeri; fins i tot ciutats senceres cristianes van ser arrasades. Va ser tan llarga aquesta persecució que va ser anomenada l'Era dels Màrtirs, i entre els més cèlebres s'hi compten diversos papes, Sant Sebastià, Sant Pancraç i Santa Agnès.

### La persecució de Julià
Julià l'Apòstata, va ser l'últim emperador pagà de l'Imperi Romà. Es va criar en un moment en què el paganisme estava en declivi, a Roma. En ser proclamat august l'any 361, Julià immediatament va declarar la seva fe als antics déus romans i va començar a provocar un renaixement pagà. No obstant això, va ser assassinat a Pèrsia l'any 363 i el seu intent de restaurar el paganisme finalment va fracassar.
Julià va utilitzar molts mètodes per trencar subtilment l'Església. Va recordar als bisbes que havien estat desterrats per ensenyaments herètiques, el clergat va ser desposseït del seu dret a viatjar per compte de l'Estat (com ho havien fet anteriorment) i va prohibir als cristians ensenyar obres clàssiques com ara la Ilíada o l'Odissea. Julià va ser substituït per l'emperador cristià Jovià.

## La societat constantiniana

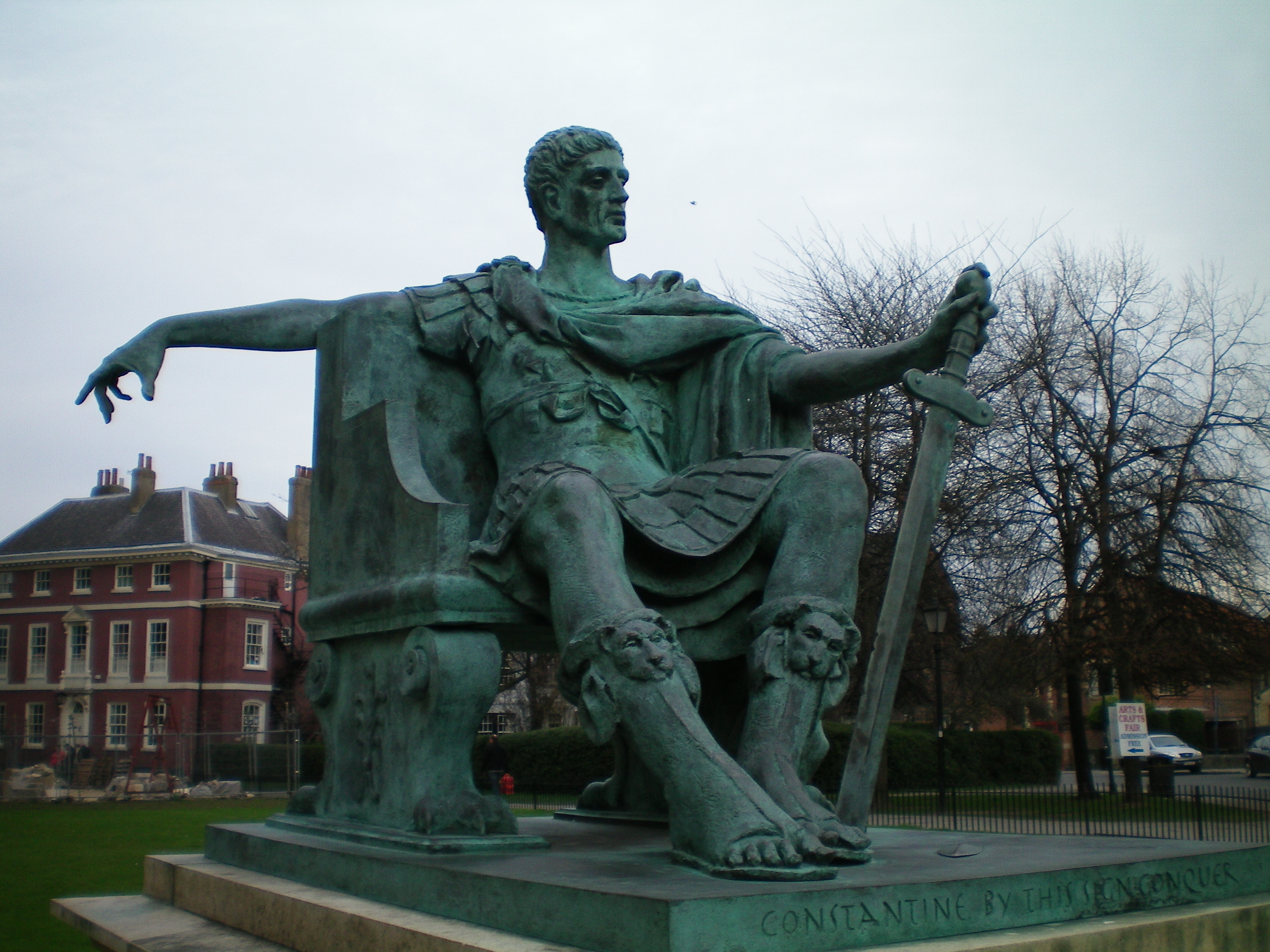
Estàtua de Constantí a York, ciutat on fou proclamat emperador.

El sistema del Dominat assoleix la seva concreció amb Constantí el Gran. És difícil distingir entre les creacions de Dioclecià i de Constantí, però la simbologia d'una monarquia oriental, iniciada sens dubte amb Dioclecià, va arribar amb Constantí a un nivell que la feia semblant als absolutismes orientals. La genuflexió davant l'emperador i el recolliment en les recepcions, audiències i cerimònies oficials, impostos pel cos dels Silentarii, es mantingueren com a mínim, quan no s'accentuen. Si amb Dioclecià el poder era diví, amb el seu successor absolut, Constantí, el caràcter religiosos de la monarquia augmenta: com Déu i els Sants, l'emperador és representat amb el nimbe, símbol de majestat. La figura de l'emperador arriba amb Constantí a la representació de Déu a la Terra.
El procés que va portar a Constantí a assumir com a pròpia la religió cristiana, convertida per tant en religió de l'Imperi (encara que sense caràcter oficial), va ser llarg i complex. Inicialment va ser un seguidor probablement convençut del Sol Invictus, acostant-se després a un culte d'Apol·lo, amb tendències monoteistes. La progressiva assumpció del monoteisme per la societat (no sol a causa del cristianisme, que era una religió minoritària, només estimable a la part oriental de l'Imperi) el portarien a poc a poc al coneixement de les religions monoteistes orientals, i entre elles el cristianisme. Aquesta religió va sortir enfortida de la persecució de Dioclecià, amb renovada confiança en la seva força; enfront de l'exèrcit romà els cristians oposaren la seva força col·lectiva com "Milícia de Crist". Quan un cristià era executat, sovint portava la seva mort amb dignitat, rebia la calor dels seus correligionaris, i molts d'aquests s'ofereixen també pel "martiri". Inútil fou la persecució, perquè amb cada mort la secta s'enfortí i es desenvolupà, i oposava a la injustícia el perdó i l'amor. Galeri, furibund anticristià, es va adonar de la impossibilitat de destruir la secta, i que en cas de continuar la seva persecució la faria més forta. Per això el 311 va promulgar l'Edicte de tolerància de Sàrdica, que permetia lliurement les activitats del culte cristià, en igualtat a les altres religions, amb la condició que resessin al seu Déu per la permanència i benestar de l'imperi.
Galeri, en els seus últims mesos, va comprendre que era millor tenir a la força cristiana i al seu Déu al costat de l'imperi, que gastar energies a combatre'l: l'extensió de l'imperi i la seva diversitat feia molt difícil que per mitjans violents s'hagués aconseguit suprimir la creença en un temps limitat. Al llarg de les persecucions Constantí entraria en coneixement de la doctrina cristiana, i probablement l'admiració dels sectors cultes de l'època cap a la política de resistència passiva dels cristians, havia anat calant tant en ell com en persones influents del seu entorn. Per això el 313, Constantí i Licini van confirmar a Milà l'edicte de tolerància de Sárdica i van precisar els seus termes. En les paraules d'aquest edicte fins i tot no es detecta un decantament definitiu de l'emperador cap als cristians, decantament que s'operarà amb posterioritat.
Ja s'havien fet diversos intents d'establir una religió estatal (l'últim protagonitzat per Dioclecià amb el Sol Invictus) dins del sistema del paganisme, amb déus inicialment amb pocs seguidors, i Constantí va voler simplement canviar el sistema: un déu preferent dins d'un conjunt amb cabuda per a altres molts déus, i uns ensenyaments moralment superiors i amb gran força i atractiu. Serà probablement l'aprofundiment en la religió, i l'exclusivisme cristià, els que obligaren a Constantí a assumir personalment la religió cristiana com a pròpia i a afavorir-la per damunt de les altres. Es creu que en aquell moment els cristians representaven entre el 5% i el 10% de la població de l'imperi.
La notícia que l'any 312, quan Constantí es trobava a les portes de Roma, va tenir un somni que l'indicava que venceria a Maxenci amb el suport del signe de la creu, i que va ordenar col·locar-la en els seus estendards, obtenint finalment la victòria, ha tingut una gran difusió. La versió del que va passar ens ha arribat per via de cristians i falten dades històriques que la verifiquin. Es suggereix que Constantí va poder fer una prova per veure si la nova religió l'ajudava i, per tant, l'afavoria (el que indicaria que realment no creia en ella), encara que és dubtós que s'aventurés a fer una prova en un moment tan decisiu. Existia el perill que els seus soldats no volguessin combatre sota un signe cristià, o que el déu cristià no influís en el curs de les batalles. Potser Constantí sabia que entre les files del seu rival hi havia cristians (més o menys en secret), i que amb la creu els feia saber el seu desig d'afavorir els cristians, i els demanava implícitament que desorganitzessin les files de Maxenci. Fins i tot un any després (313) no s'adverteix en Constantí una convicció cristiana profunda, i l'edicte de Milà va ser promulgat conjuntament amb Licinio que governava una zona on el cristianisme era nombrós, i aquest en canvi es va mantenir pagà. En el text de l'Edicte, segons Lactanci, pot llegir-se: "Que als cristians i a tots els altres els sigui donada la possibilitat de confessar lliurement la religió per ells elegida, perquè l'assumpte de diví i celestial que existeixi sigui propici a nosaltres i als nostres súbdits". El 313 el cristianisme va entrar en una situació de religió licita (com la pràctica totalitat de les altres religions) perdent el seu caràcter de culte il·legal, i recobrant els béns confiscats, podent operar des d'aleshores lliurement i fer proselitisme, i la seva jerarquia va poder aconseguir els mateixos privilegis jurídics que el clero pagà. Entre el 313 i el 319 es va operar en Constantí el canvi ideològic que li va portar a assumir personalment el cristianisme com religió pròpia, i pràcticament de l'Estat, i que el van convertir en un cristià decidit i clarament convertit integralment, encara que sense l'espiritualitat que podem esperar en un cristià, i vinculant sempre les seves decisions polítiques i religioses. No obstant això no va renunciar al seu càrrec de Pontifex Maximus de la religió pagana (i el paganisme no va ser perseguit i molts funcionaris pagans van seguir detenint gairebé tots els llocs importants). En les seves monedes apareixen els signes cristians, i en les seves lleis s'afavoreix clarament als membres d'aquesta religió. Constantí va pressionar als donatistes i arrians, esqueixats de l'Església principal, per a reunificar-se. Va ser enterrat en un mausoleu disposat per ell mateix a Constantinoble, al costat de l'Església dels Sants Apòstols, decorat amb símbols cristians. La situació de formal tolerància de totes les religions va durar fins després del 378, però pocs anys després de l'Edicte de Milà el cristianisme podia considerar-se la religió de l'Estat i la del sobirà. El decantament d'aquest cap a una religió concreta, va afavorir l'espectacular desenvolupament d'aquesta, i alhora va propiciar el declivi de les religions politeistes (paganes) i de les altres religions de misteri o revelació d'Orient.
Constantí va beneficiar amb les seves lleis als cristians: el diumenge (de dominus = senyor), festa dels cristians, va ser convertit en festa oficial de l'Estat; les comunitats cristianes podien rebre llegats i herències i constituir els seus patrimonis, per a la qual cosa rebien a més donacions (algunes de la mateixa casa imperial); els Bisbes van obtenir el dret de decidir en alguns judicis civils. Les lleis contràries al celibat van ser suprimides. La política dels consellers de l'emperador s'orientava a la consecució d'una unitat entre l'imperi i el cristianisme (el lema era: un imperi, un Emperador, un Déu), vinculant el cristianisme a l'eternitat de l'imperi Romà. L'església, al vincular-se a l'Estat, va perdre una part de la seva independència (com més tard va poder comprovar-se quan els Emperadors van intervenir en les decisions religioses), però va guanyar a poder i riquesa, encara que ja no podia fer gala de la superioritat moral amb la qual s'havia presentat després de les persecucions de Dioclecià i Galeri. Les divergències teològiques provocaven al seu torn la formació de partits recolzant una o una altra interpretació, i no hagués estat estrany que s'hagués arribat a la guerra en defensa de les respectives posicions.
El llenguatge oficial revela així mateix el caràcter teocràtic del poder suprem: la seva autoritat li ve de déu; el palau passa a ser el Sacrum Palatium; les promulgacions imperials divina institutiones; i el pressupost anual impositiu passa a ser divina delegatio.
Les lluites de gladiadors van ser abolides per Constantí, i els condemnats ja no eren llançats a les feres sinó obligats a treballar en les mines de l'Estat. Altres lleis de Constantí van restringir el divorci i van castigar (molt severament) el rapte; va protegir els pupils tutelats, va estendre el dret d'herència matern i l'ús dels codicils; va establir penes per als que provoquessin litigis sense fonament i va introduir en els plets el jurament dels testimonis. Les penes de crucifixió i de marcar el front van ser suprimides. Va prohibir l'embargament d'animals o eines de conreu per deutes al fisc i va dispensar als pagesos dels serveis personals en temps de recollida de les collites.
Un caràcter més general tenen altres disposicions: llibertat de contractació, organització de l'administració de justícia, higiene de les presons, rebaixa dels interessos, etc.
Constantí va traslladar la capital a una nova ciutat, fundada sobre l'antiga Bizanci, a la qual va donar el seu nom: Constantinoble; va ser inaugurada l'11 de maig del 330. Va substituir de fet a Nicomèdia, veritable capital amb Dioclecià (les capitals utilitzades per la tetrarquia van ser: Trèveris o Colonia Augusta Trevirarum; Milà o Mediolanum; Aquileia; Sírmium; Sofia o Sárdica i Nicomèdia). Roma continuava fins a aquell moment sent la capital oficial de l'imperi, però a penes era visitada pels Emperadors (solament per celebrar algun triomf, i per a determinats actes), però la nova capital tenia voluntat de substituir-la en tots els aspectes (no era solament la residència de Constantí, era la capital en el sentit més ampli). A més Roma es considerava un centre del paganisme, mentre la nova capital naixia com centre del cristianisme i el culte pagà no estava permès en ella. Per a Constantinoble es va establir un Senat, un capitoli, catorze tribus (districtes), distribució d'aliments gratuïts per a les classes més humils, i naturalment un palau imperial i edificis oficials. No obstant això no es va desposseir del rang de capital a Roma doncs en la mentalitat de l'època la ciutat era la aeterna urbs i la seva eternitat es vinculava a la de l'Imperi (aeternitas imperi).
Constantí va intentar una estabilització de la moneda i encunyà una nova peça d'or anomenat el solidus, que pesava uns quatre grams i mig, l'estabilitat del qual va contribuir a una posterior recuperació econòmica (el seu valor va ser estable fins després del 1080).
A Constantí cal atribuir el definitiu establiment de les classes (Ordo) entre el funcionariat, que van rebre els següents títols: Illustres, spectabiles, clarissimi i perfectissimi.
L'Emperador va modificar lleument l'impost sobre terres i persones, i va establir l'impost sobre productes industrials (chrysargyrum).

## Cristianisme durant l'antiguitat tardana (313-476)

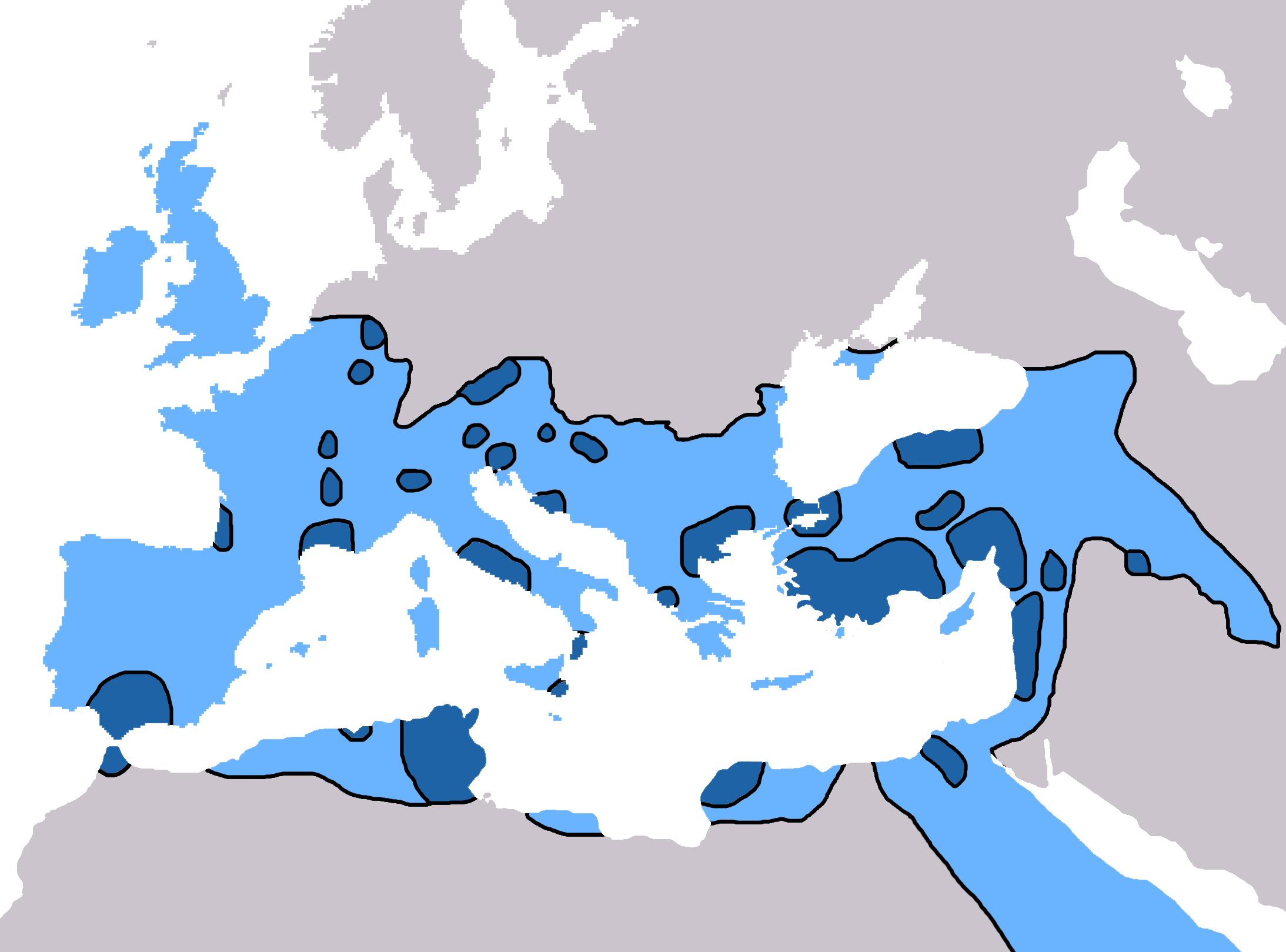
Extensió del cristianisme el 325
Extensió del cristianisme el 600

### Establiment de l'ortodòxia romana

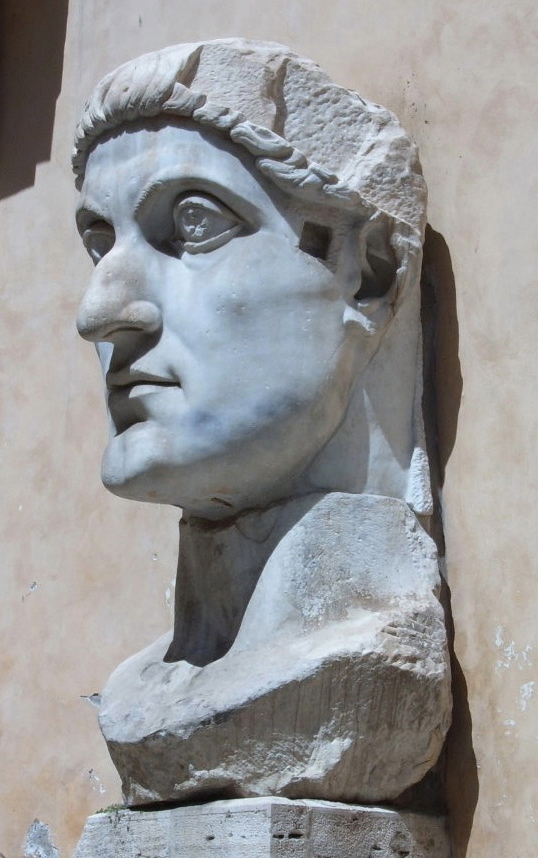
Cap de la colossal estàtua de Constantí al Musei Capitolini

Galeri, que anteriorment havia estat una de les figures més destacades en la persecució, en el 311 va emetre un edicte. que va posar fi a la persecució de Dioclecià del cristianisme Quan s'aturaren les persecucions dels cristians, Galeri va regnar durant uns altres dos anys. Li va succeir llavors un emperador amb destacades inclinacions pro cristianes, Constantí I el Gran.
L'emperador Constantí I el Gran va ser exposat al cristianisme per la seva mare, Helena. A la batalla del Pont Milvi l'any 312, Constantí va ordenar a les seves tropes que adornessin els seus escuts amb el símbol cristià d'acord amb la visió que havia tingut la nit anterior. Després de guanyar la batalla, Constantí va ser capaç de reclamar l'Imperi Romà d'Occident
Fins a quin punt va adoptar Constantí el cristianisme en aquest moment és difícil de discernir. Les monedes romanes encunyades fins a vuit anys posteriors a la batalla encara mostraven les imatges dels déus romans. Però l'adhesió de Constantí va ser un punt d'inflexió per a l'Església Cristiana. Després de la seva victòria, Constantí va recolzar financerament a l'Església, va construir basíliques i concedí diversos privilegis (per exemple, l'exempció de certs impostos) al clergat, promogué els cristians a llocs de responsabilitat, i retornà els béns confiscats durant la Gran Persecució de Dioclecià. Entre el 324 i el 330, Constantí va construir, pràcticament des de zero, una nova capital imperial que fou batejada amb el seu nom: Constantinoble. Tenia una arquitectura obertament cristiana, hi havia esglésies dins dels murs de la ciutat, i no tenia temples pagans. D'acord amb el costum imperant, Constantí va ser batejat en el seu llit de mort.

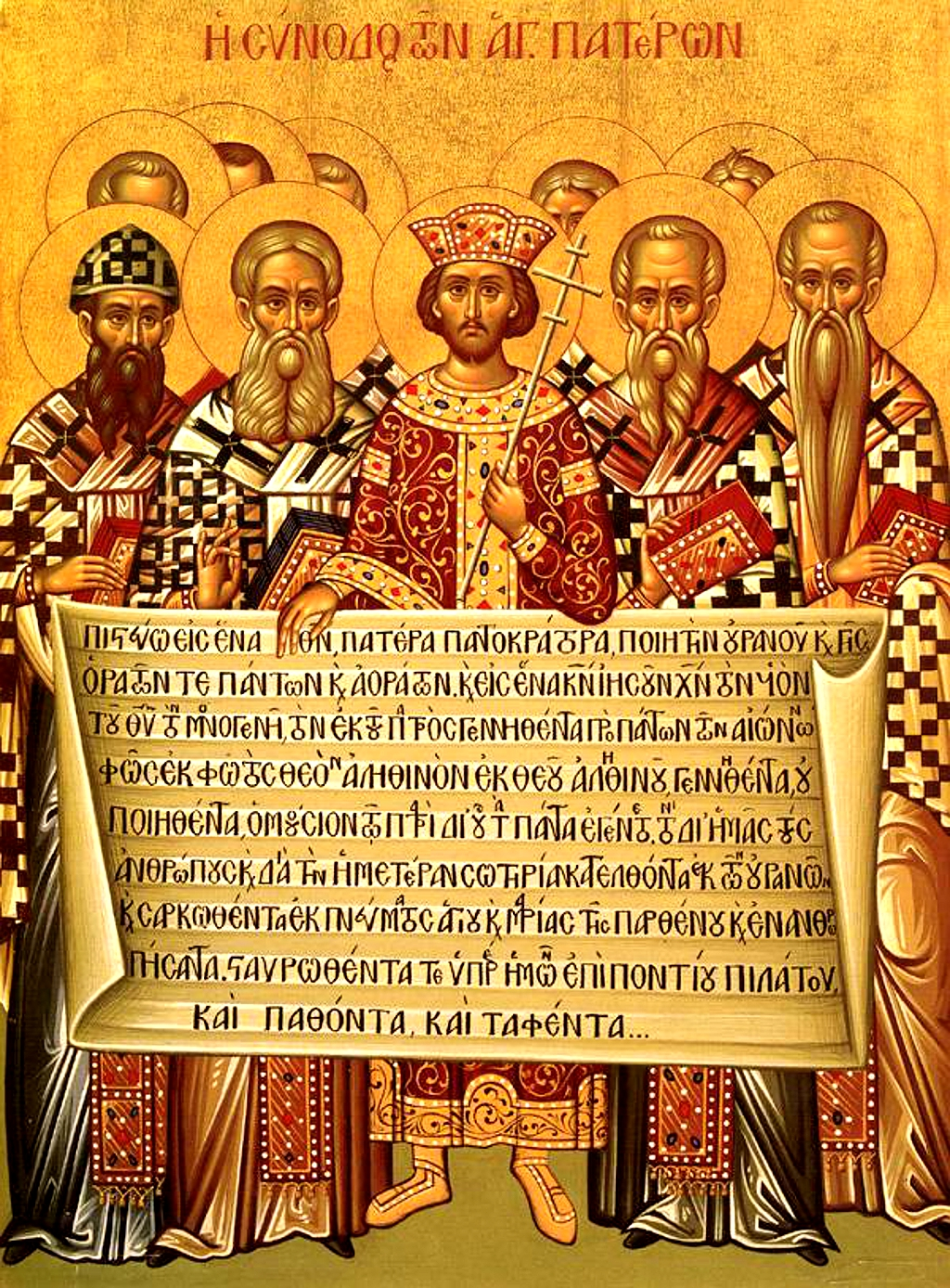
Icona que representa l'emperador Constantí (centre) i els bisbes del Primer Concili de Nicea (325) sostenint el Credo de Nicea en la forma donada més tard en el Primer Concili de Constantinoble (381), amb les modificacions per al seu ús en la litúrgia grega.

Constantí també va tenir un paper actiu en el lideratge de l'Església. Al 316, va actuar com a jutge en una disputa al nord d'Àfrica sobre la controvèrsia donatista. Més important encara, en l'any 325 va convocar el Concili de Nicea, el primer Concili Ecumènic, per tractar sobretot de la controvèrsia arriana, i que promulgaria també el Credo de Nicea, que entre altres coses professava una creença en "Una Santa Església Catòlica Apostòlica". Constantí estableix així un precedent per a l'emperador, com a responsable de Déu per a la salut espiritual dels seus súbdits, i així amb el deure de mantenir l'ortodòxia. L'emperador havia de fer complir la doctrina, eliminar de soca-rel l'heretgia, i defensar la unitat eclesiàstica.
El fill i successor de Constantí, conegut com a Julià l'Apòstata, va ser un filòsof que, en convertir-se en emperador, va renunciar al cristianisme i va abraçar una neoplatònica i mística forma de paganisme, que escandalitzà la comunitat cristiana. Va començar a reobrir temples pagans, i intentà de restablir el prestigi de les antigues creences paganes, les quals modificà per assemblar-se a les tradicions cristianes, com ara l'estructura episcopal i de la caritat pública (fins aleshores desconeguda en el paganisme romà). El breu regnat de Julià va acabar quan ell va morir mentre feia campanya a Occident.
Més tard, els Pares de l'Església van escriure volums de textos teològics, incloent-hi Agustí d'Hipona, Gregori de Nazianz, Ciril de Jerusalem, Ambròs de Milà, Jeroni d'Estridó, i altres. Alguns d'aquests pares, com Joan Crisòstom i Atanasi, va patir l'exili, la persecució o el martiri pels emperadors romans d'Orient arians.

### Concilis ecumènics
Durant aquesta època es van convocar diversos concilis ecumènics. Aquests estigueren majoritàriament centrats en disputes cristològiques. Els dos Concilis de Nicea (325, 382) va condemnar com a heretgia els ensenyaments arrians i van produir el Credo de Nicea El Concili d'Efes va condemnar el nestorianisme i va afirmar que Maria és Theotokos ("portadora de Déu" o "Mare de Déu"). El Concili de Calcedònia afirmà que Crist tenia dues naturaleses, totalment Déu i totalment home, diferents però sempre en perfecta unió. Per tant, condemnà monofisisme i seria influent en la refutació del monotelisme. No obstant això, no tots els grups acceptaren tots els concilis, per exemple nestorianisme i l'Església Assíria Oriental dividida al Concili d'Efes de 431, i les Esglésies ortodoxes orientals dividides pel Concili de Calcedònia de 451.

### Cristianisme com a religió de l'estat romà
El 27 de febrer 380, amb l'Edicte de Tessalònica proposat per Teodosi I el Gran, l'Imperi Romà va adoptar oficialment el cristianisme trinitari com a religió d'Estat. Abans d'aquesta data, Constanci II (337-361) i Valent (364-378) havien afavorit personalment formes arrianes o semiarrianes del cristianisme, fins que el successor de Valent, Teodosi I, donà suport a la doctrina trinitària tal com s'exposa en el Credo de Nicea
Després de la seva creació, l'Església va adoptar les mateixes fronteres organitzacionals que l'Imperi: províncies geogràfiques, anomenades diòcesi, que corresponen a la divisió territorial imperial governamental. Els bisbes, els quals es troben en els grans centres urbans, com en la tradició pre-legalització, supervisaven així cada diòcesi. La ubicació del bisbe era el seu "seient", o "seu". Entre les seus, cinc van arribar a tenir preeminència especial: Roma, Constantinoble, Jerusalem, Antioquia i Alexandria. El prestigi de la majoria d'elles depenia en part dels seus fundadors apostòlics, dels quals els bisbes n'eren per tant els successors espirituals. Si bé el bisbe de Roma es va mantenir com un Primus inter pares, Constantinoble va ser segona en precedència com a nova capital de l'imperi.
Teodosi I va decretar que els que no creien en la preservada "tradició fidel", com ara la Trinitat, havien de ser considerats practicants d'heretgia il·legal, i l'any 385, el resultat va ser el primer cas de pena de mort d'un heretge, anomenat Priscil·lià.

### Nestorianisme i l'Imperi Sassànida
Durant el principi del segle cinquè l'Escola dels perses havia ensenyat una perspectiva cristològica que indicava que la naturalesa divina i humana de Crist eren persones diferents. Una conseqüència particular d'aquesta perspectiva és que Maria no podia ser anomenada amb propietat la mare de Déu, sinó que només podria ser considerada la mare de Crist. El defensor més conegut d'aquest punt de vista era el patriarca de Constantinoble Nestori. Com que fer referència a Maria com a mare de Déu s'havia fet popular en moltes parts de l'Església, això es va convertir en un tema de divisió. L'emperador romà Teodosi II el Jove va convocar dos sínodes a Efes, un el 431 i un el 449, amb la intenció de resoldre el problema. Els concilis, en última instància, va rebutjar l'opinió de Nestori. Moltes esglésies que van seguir el punt de vista nestoriana es va separar de l'Església Romana, amb la qual cosa es va provocar un cisma major. Les esglésies nestorianes van ser perseguides i molts seguidors van fugir a l'imperi Sassànida, on van ser acceptats.
L'Imperi Sassànida va tenir al començament de la seva història molts conversos al cristianisme, lligats estretament a la branca siríaca del cristianisme. L'Imperi era oficialment zoroàstric i va mantenir una estricta adhesió a aquesta fe, en part, per distingir-se de la religió de l'Imperi Romà (originalment la religió pagana romana i després el cristianisme). El cristianisme es va començar a tolerar a l'Imperi Sassànida i l'Imperi Romà cada vegada va exiliar més heretges durant els segles quart i sisè i, per tant, la comunitat cristiana sassànida va créixer ràpidament. A la fi del segle cinquè l'església persa estava fermament establerta i s'havia independitzat de l'Església Romana. Aquesta església es va convertir en el que avui es coneix com l'Església d'Orient.

### Miafisisme
L'any 451 es va dur a terme el Concili de Calcedònia per aclarir les qüestions cristològiques que envolten el nestorianisme. El concili, en última instància, va declarar que la naturalesa divina i humana de Crist estaven separades però totes dues formen part d'una sola entitat, un punt de vista rebutjat per moltes esglésies anomenades a si mateixes miafisistes. El cisma resultant va crear una comunió d'esglésies, incloent-hi les esglésies armènies, sirianes i egípcies. Encara que es van fer esforços de reconciliació en els segles següents, es va mantenir el cisma permanent, la qual cosa va donar lloc al que avui es coneix com a Esglésies ortodoxes orientals.

### L'arrianisme i els gots
Una doctrina popular del segle quart fou l'arrianisme, la negació de la divinitat de Crist, tal com va ser proposat per Arri. Encara que aquesta doctrina va ser condemnada com a heretgia i finalment eliminada per l'Església Romana es va mantenir clandestinament popular durant algun temps. A finals del segle iv, Úlfila, un bisbe romà i arrià, va ser nomenat com el primer bisbe dels gots, els pobles germànics en gran part d'Europa en les fronteres de i dins de l'imperi. Ulfilas va difondre el cristianisme arrià entre els gots i va establir fermament la fe en moltes de les tribus germàniques, el que ajuda a mantenir-los culturalment diferents.

### El monaquisme
El monaquisme és una forma d'ascetisme pel qual hom renuncia a activitats mundanes i es manté sol com un ermità o s'uneix a una comunitat molt organitzada. Va començar a principis de l'Església com una família de tradicions similars, modelats en exemples bíblics i ideals, i amb arrels en certes branques del judaisme. Joan Baptista és vist com un monjo arquetípic, i el monacat també es va inspirar en l'organització de la comunitat apostòlica segons consta en Fets 2.
Els monjos eremites, o ermitans, viuen en solitud, mentre que els cenobites viuen a les comunitats, en general, en un monestir, sota una regla (o codi de pràctica) i es regeixen per un abat. Originalment, tots els monjos cristians eren ermitans, seguint l'exemple d'Antoni el Gran. No obstant això, la necessitat d'algun tipus de guia organitzada espiritual dugué Pacomi de Tabenna el 318 a organitzar els seus nombrosos seguidors en el que es convertiria en el primer monestir. Aviat, altres institucions similars es van establir a tot el desert d'Egipte, així com la resta de la meitat oriental de l'Imperi Romà. Les dones es van sentir atrets especialment al moviment.
Les figures centrals en el desenvolupament de la vida monàstica foren Basili el Gran a Orient i a Occident Benet de Núrsia, que va crear la famosa Regla de Sant Benet, que es va convertir en la regla més comuna durant tota l'edat mitjana, i punt de partida per a altres regles monàstiques.